# 王懿德 (道光進士)
王懿德（1798年—1861年，即嘉慶三年－咸豐十一年），字紹甫，河南開封府祥符人。清朝官員。
道光三年（1823年）進士，授禮部主事，再遷郎中。出守湖北襄陽，擢觀察山東兗沂曹濟道。歷山東鹽使、浙江按察使，調山東按察使。三十年，擢陝西布政使。
咸豐元年（1851年），護理陝西巡撫，奏請豁免百姓積年所欠常平倉糧八萬餘石，擢福建巡撫。二年，兼署閩浙總督。三年，福建會黨四起，海澄、同安、厦門、安溪、仙遊相繼失陷。王懿德令參將李煌、都司顧飛熊破賊，收復尤溪縣城。水師提督施得高、金門鎮總兵孫鼎鼇又於金門破賊。厦門、仙遊皆復。四年，實授閩浙總督。七年，太平軍自江西入境，陷光澤、汀州，但不久又被清軍先後收復。王懿德遣福建總兵饒廷選進援浙江、江西。八年，太平軍再從江西入境，陷浦城、松溪、政和等縣，邵武、光澤、連城亦被擾。周天培軍赴援福建，迫太平軍退回江西，清軍收復福建各地。十年，以病乞致仕。十一年，卒，諡靖毅。